# 维堡 (南达科他州)
维堡（英語：Viborg），是美国南达科他州下属的一座城市。根据2010年美国人口普查，该市有人口782人。论人口在本州排行第78。